# Mariakapel (Terlinden)

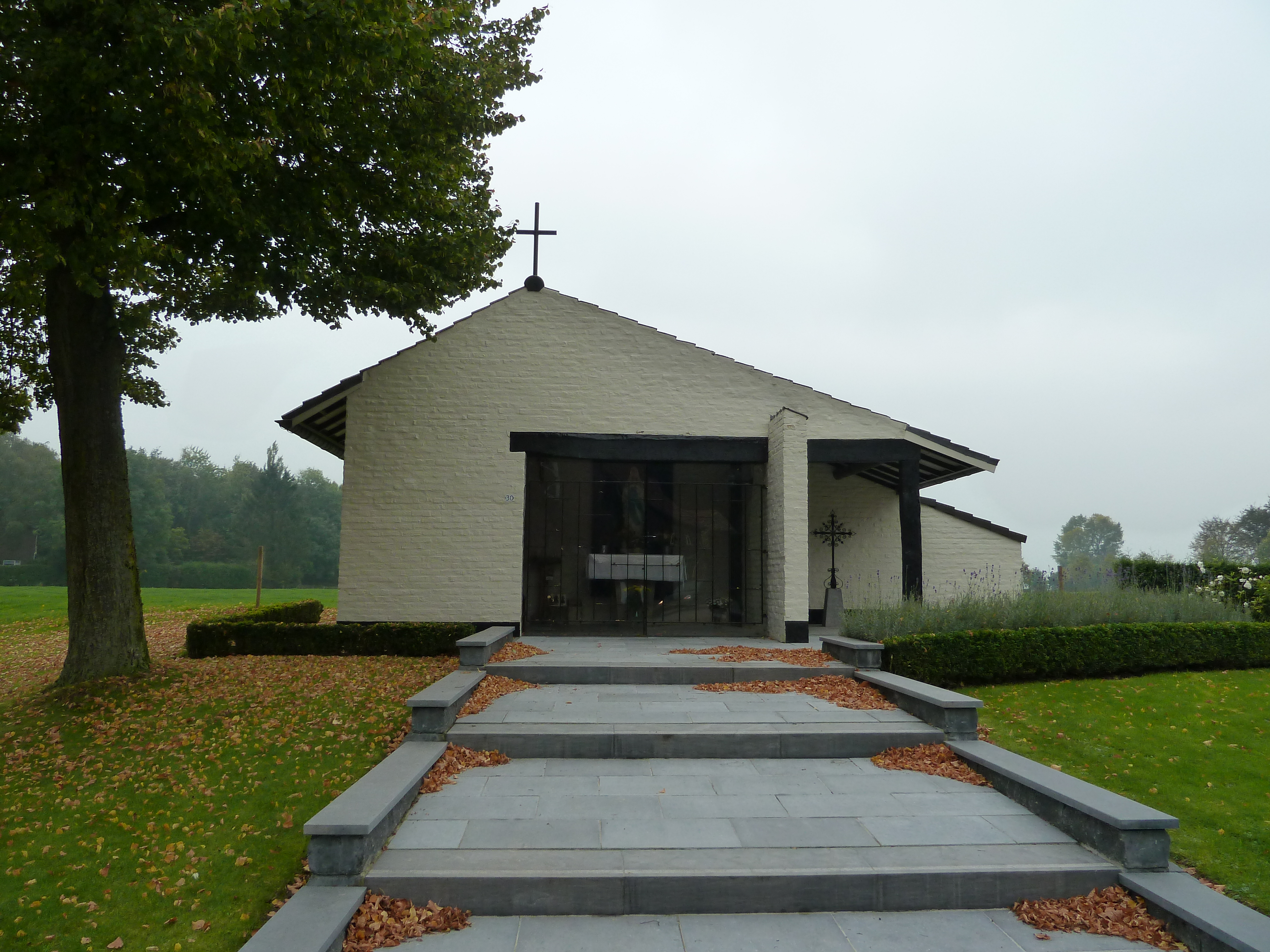
De Mariakapel

De Mariakapel is een kapel in Terlinden in de Nederlands Zuid-Limburgse gemeente Eijsden-Margraten. De kapel staat aan de straat Terlinden op nummer 30 aan de zuidzijde van een T-splitsing waarop de Kütersteenweg en de Terlindenstraat uitkomen. Elders bij Terlinden staat de Sint-Corneliuskapel.
De kapel is gewijd aan Maria.

## Geschiedenis
In 1960 werd de kapel gebouwd.

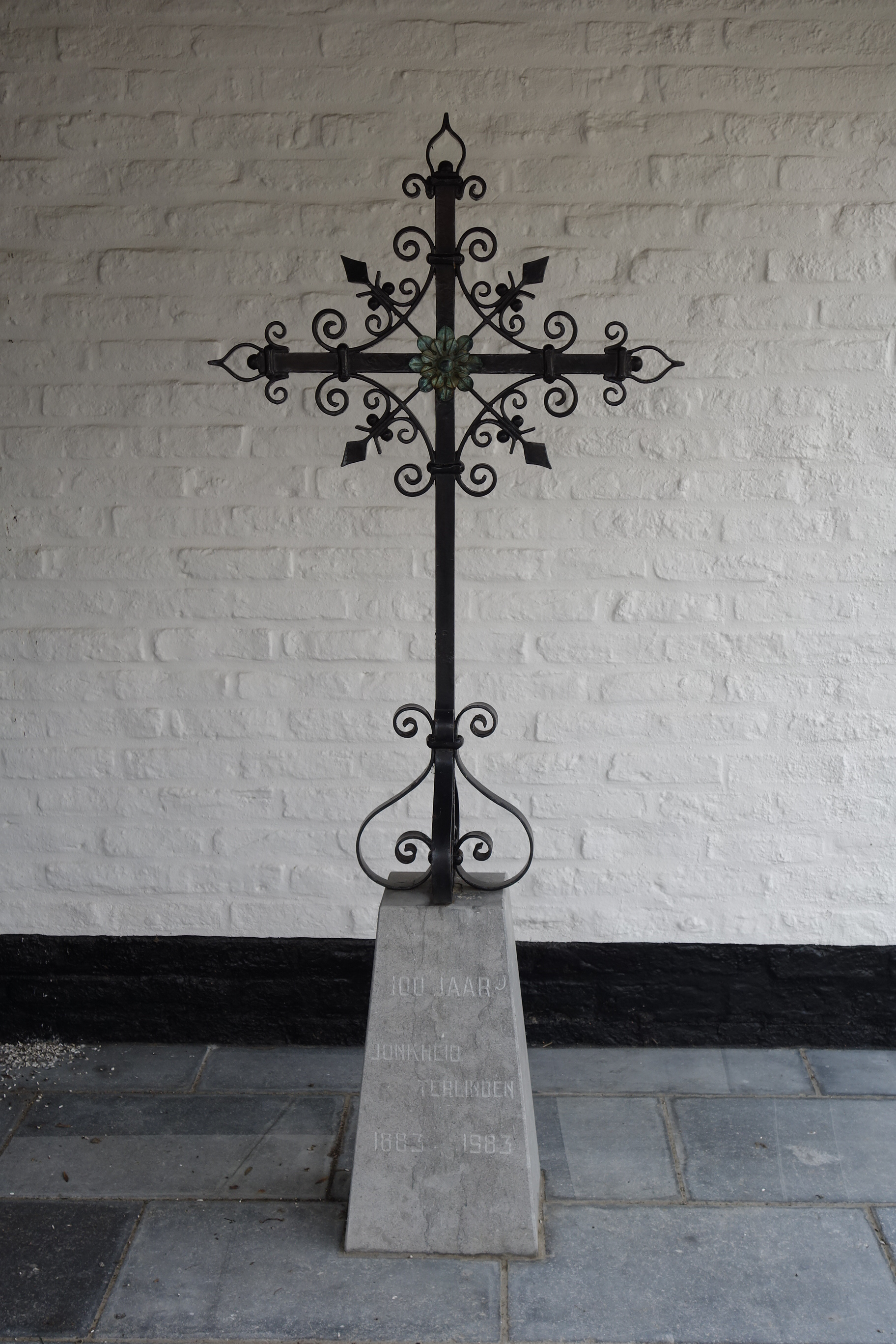
Wegkruis ter ere van 100 jaar Jonkheid

In 1993 werd ter herinnering aan het 100-jarig bestaan van de Jonkheid Terlinden onder het rechter dakdeel een wegkruis geplaatst.

## Bouwwerk

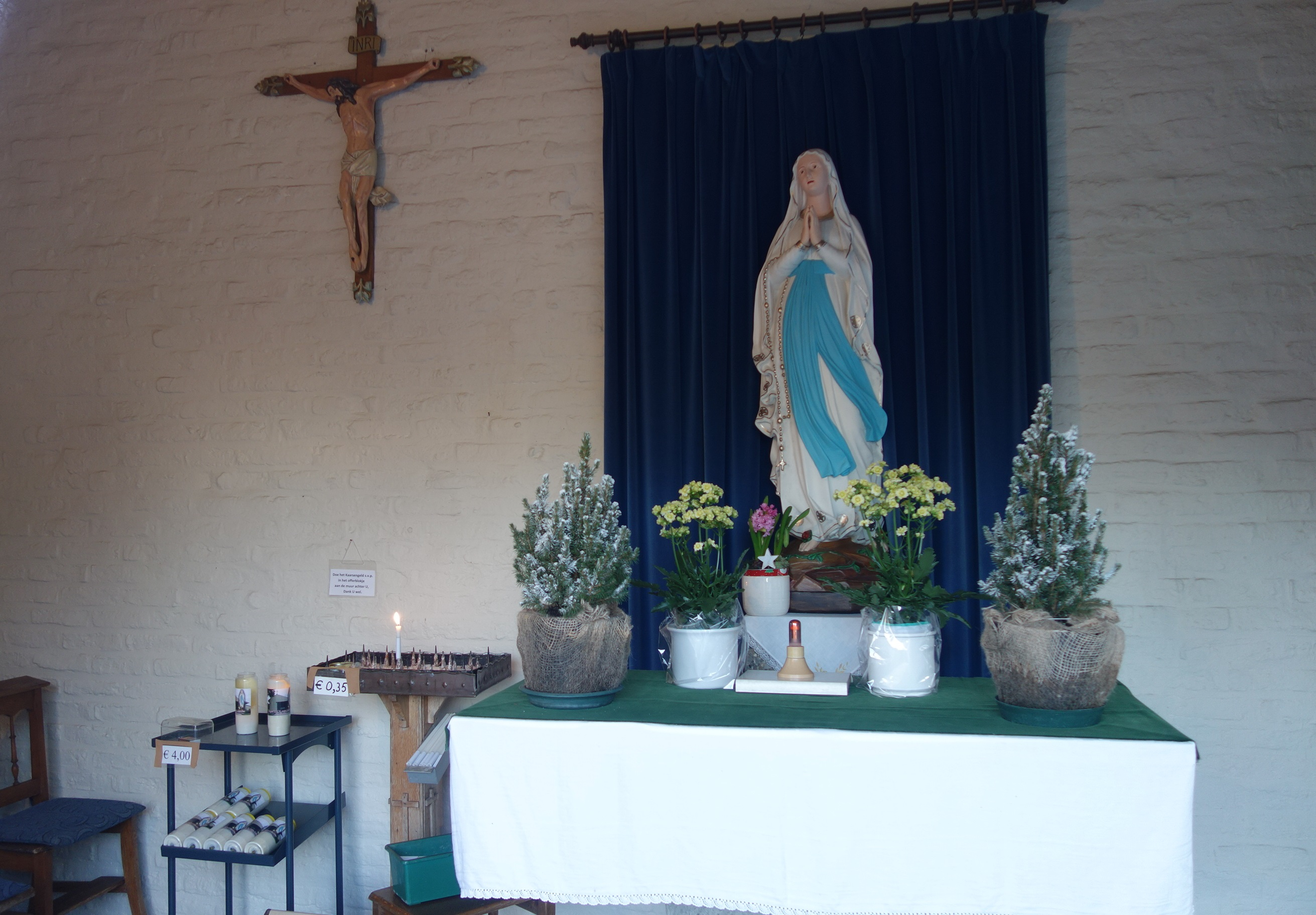
Interieur van de Mariakapel

De asymmetrische wit geschilderde bakstenen kapel heeft een zwarte plint en wordt gedekt door een ongelijk zadeldak met pannen. Aan de voorzijde loopt een pad van flagstone met enkele traptreden richting de kapel. Het dak steekt aan de rechterzijde ver over en op de nok van het dak staat een kruis. Onder dit uitstekende dak is een wegkruis geplaatst. De achtergevel is aan de rechterzijde van de kapel voorbij het uitstekende dak doorgetrokken en de rechtergevel steekt voor de frontgevel uit. De rechtergevel heeft onder het uitstekende dakdeel een rechthoekig venster. In de frontgevel is een rechthoekige toegang gemaakt die wordt afgesloten met een smeedijzeren hek met plexiglas.
Van binnen is de kapel wit geschilderd en voor de achterwand is het altaar geplaatst. Op het altaar staat op een sokkel het Mariabeeld, dat Maria toont in biddende positie met haar handen gevouwen. Achter het beeld is een blauw gordijn opgehangen. Op de achterwand is links van het Mariabeeld een kruis opgehangen.
Op de linker zijwand is een plaquette aangebracht met de namen van Indiëgangers en hun vertrek- en terugkomtijden:

Uit dankbaarheid aan O.L. VROUW

voor behouden terugkomst

van onze jongens uit O.INDIE

Apr. 1945 Miechiel SLENTER Mrt. 1953

Okt. 1946 Jean JAHAE Febr. 1950

Okt. 1946 Lambert KICKEN Febr. 1950

Okt. 1946 Jean PRICKEN Febr. 1950

Apr. 1947 Arthur PRICKEN Febr. 1950

Apr. 1947 Jozef SLENTER Mrt. 1949

Mrt. 1949 Hub. DE BIE Febr. 1950